# Costantini Balbi
Costantini Balbi (ur. 12 września 1676 w Genui, zm. 1741 tamże) – polityk genueński.
Przez okres od 11 lutego 1738 do 11 maja 1739 roku pełnił urząd doży Genui. Urzędowanie zakończył przed czasem.